# Albert School
 (février 2024).
Albert School est une école privée d’enseignement supérieur basée à Paris, spécialisée dans l'usage et la maîtrise de l'analyse de données.

## Histoire
Créée en 2022 à Paris par Grégoire Genest et Mathieu Schimpl, l'école forme aux nouveaux métiers mêlant la gestion de projets et d’entreprises à la compréhension et la manipulation des données.
L'école compte parmi ses investisseurs Xavier Niel, Pierre-Édouard Stérin, Bernard Arnault, Rodolphe Saadé, Jacques-Antoine Granjon et Marc Simoncini.
En 2023, l'école ouvre un nouveau campus à Marseille. En 2024, l'école ouvre également un nouveau campus à Lyon. Plus récemment, en 2025, trois nouveaux campus sont ouverts à Genève, à Madrid et à Milan. Ses projets d'extension ciblent une expansion internationale.

## Vision
Cette section ne s'appuie pas, ou pas assez, sur des sources secondaires ou tertiaires indépendantes du sujet. Le texte peut contenir des analyses inexactes ou inédites de sources primaires.
Pour l'améliorer, ajoutez-en, ou placez des modèles {{Source secondaire souhaitée}} ou {{Source secondaire nécessaire}} sur les passages mal sourcés. (juin 2024)
Albert School axe principalement son programme, une pédagogie orientée vers l’application pratique et l’opérationnalité, en complément de l’enseignement théorique. La majorité des intervenants sont issus du milieu professionnel. L’enseignement s’articule autour de trois axes : les mathématiques (analyse de données), un parcours professionnalisant et une collaboration avec les entreprises.Elle s'engage à la parité dans ses promotions, ainsi qu'à un minimum de 30% d'élèves boursiers[source secondaire nécessaire].

## Formations
Plusieurs cursus sont proposés selon le niveau d'études. Le premier est un Bachelor business & data accessible après le bac et délivrant un équivalent Bac + 3. Le second parcours possible est une formation de niveau supérieur (Bac + 4 à Bac + 5) permettant une spécialisation en gestion de données orientée business, marketing, finance ou développement durable.
Au moins un stage est obligatoire en fin de 3e année.
Le programme « Grande école » permet de combiner les deux cursus sur cinq ans et d'offrir un niveau Bac + 5.
Ses diplômes sont reconnus au niveau européen par les titres RNCP 6 (Bac + 3) et 7 (Bac + 5), mais ne sont pas des diplômes nationaux de l’enseignement supérieur et ne confèrent aucun grade universitaire reconnu.

## Approche pédagogique
Albert School a développé l'approche des Business Deep Dives qui correspondent à des sessions de trois semaines destinées à l'étude de cas concrets avec des entreprises partenaires. L'enjeu est de mêler l'étude des données avec leur implication sur des cas réels et pragmatiques. La volonté est d'exposer les étudiants à des professionnels du monde de l'entreprise, à la fois pour développer la culture des soft skills, mais aussi pour se confronter à des scénarios concrets[source secondaire nécessaire].

## Chiffres clés
Sa première promotion en 2022 est composée de 33 élèves, dont 30 % était bénéficiaires d'une bourse. En 2023, la promotion s'élevait à 150 étudiants.
Les frais de scolarité s'élèvent à 12 000 € par an durant les trois premières années et à 14 000 € par an pour les deux années suivantes (sauf si elles sont remboursées par l'alternance).

## Partenariats académiques et professionnels
Albert School a noué un partenariat académique avec l'école des Mines de Paris effectif dès la rentrée 2024. Les deux écoles proposent ensemble deux formations conjointes de niveau Bac + 3 et Bac + 5. Le recrutement des élèves, la formation et la diplomation sont mutualisés,. La mise en place de ce partenariat a suscité des réactions d’appréhension, voire d’indignation du côté de l’école des Mines.
En 2025, l'école annonce l'ouverture d'un nouveau master, le master "AI & Entrepreneurship" en partenariat avec l'école POLIMI Graduate School of Management,. Ce master accessible uniquement aux étudiants inscrit au campus de milan combine "la recherche de pointe avec une approche entrepreneuriale."
Parmi les entreprises partenaires annoncées du cursus, sont présentes entre autres LVMH, Carrefour, Le Ministère des Armées, CMA CGM, Henkel,le Groupe Edmond de Rotschild ou encore Asmodee.